# Daniel Mason
Daniel Mason (Palo Alto, 1976) è uno scrittore statunitense.

## Biografia
Ha studiato all'Università di Harvard e nel 1994 ha ottenuto la laurea in biologia. Successivamente ha conseguito anche una laurea in medicina all'Università della California di San Francisco. Ha scritto il suo primo libro, L'accordatore di piano, mentre era ancora uno studente di medicina. Il libro è diventato un bestseller ed è stato pubblicato in 27 paesi. Il suo secondo libro, Un paese lontano, è stato pubblicato nel marzo del 2007.

## Opere
- The Piano Tuner (2002)
  - L'accordatore di piano, Milano, Mondadori, 2003 traduzione di Maria Nicola ISBN 88-04-50781-0.
  - L'accordatore, Milano, Ponte Alle Grazie, 2010 traduzione di Maria Nicola ISBN 978-88-6220-106-3.
- Un paese lontano (A Far Country), Milano, Mondadori, 2007 traduzione di Elena Riva ISBN 978-88-04-57347-0.
- Death of the Pugilist, or The Famous Battle of Jacob Burke & Blindman McGraw (2008)
- Soldato d'inverno (The Winter Soldier, 2018), Vicenza, Neri Pozza, 2020 traduzione di Ada Arduini ISBN 978-88-545-1985-5.
- La foresta del Nord (North Woods, 2023), Neri Pozza, 2024, traduzione di Massimo Ortelio, ISBN 9788854528840